# Snowy River National Park
Snowy River National Park är en nationalpark i Australien.   Den ligger i delstaten Victoria, i den sydöstra delen av landet, 220 km söder om huvudstaden Canberra. Snowy River National Park ligger 993 meter över havet.
I omgivningarna runt Snowy River National Park växer i huvudsak städsegrön lövskog.